# آب‌روهای شاهی گرمسیری
آب‌روهای شاهی گرمسیری (نام علمی: Orthemis) نام یک سرده از خانواده آسیابک‌های آب‌نشین است.